# Sanche Guillaume de Gascogne
Sanche Guillaume (Sants-Guilhem), fils cadet de Guillaume Sanche et d'Urraca de Navarre, succéda à son frère Bernard Guillaume de Gascogne comme duc de Gascogne et comte de Bordeaux du 25 décembre 1009 jusqu'à sa mort à Saint-Sever, le 4 octobre 1032.

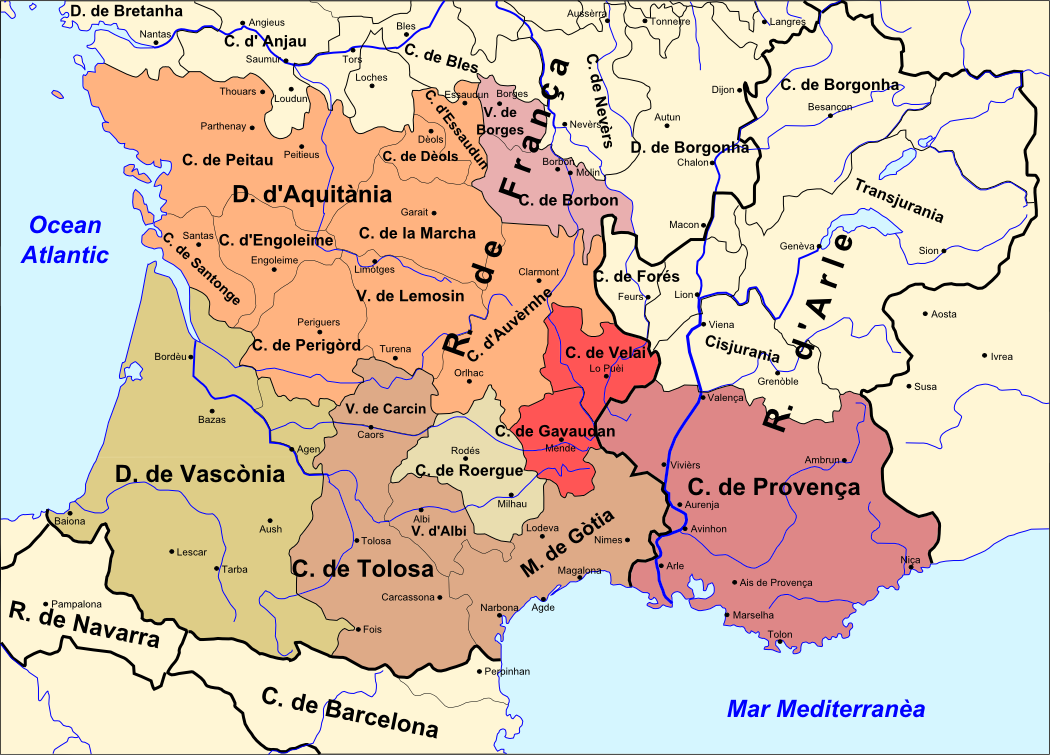
La Vasconie et ses voisins au début du XIe siècle.

## Présentation
Formé à la cour de son cousin le roi Sanche III de Navarre, c'est accompagné de ce dernier qu'il se présente dès le début de son règne, en 1010, à Saint-Jean-d'Angély devant le roi de France Robert II, rendant ainsi publique sa préférence pour la suzeraineté navarraise. Il résolut de refaire l’unité au moins morale de toute la Gascogne, en associant comtes et vicomtes de la partie orientale à des œuvres communes. Mais cette volonté venait bien trop tard : en effet, dès le siècle précédent, dans cette partie orientale, de nouveaux comtés - ceux d’Armagnac, d’Aure, de Pardiac - s’étaient détachés des comtés anciens - ceux d’Astarac et de Fezensac ; la partie occidentale avait elle aussi connu une importante phase de morcellement par la création de nombreuses vicomtés à l’intérieur des comtés : vicomtés de Montaner et de Lavedan dans le comté de Bigorre ; vicomtés de Béarn, d’Oloron, de Marsan, de Dax, de Tartas, de Maremne dans le comté de Gascogne...
Durant le règne de Sanche Guillaume, l’importance des Landes dans cet ensemble, déjà sensible sous Guillaume Sanche, s’est encore accrue, et Saint-Sever a affirmé son rôle de véritable capitale : c’est là que le comte tient plusieurs assemblées de ses vassaux, et c’est dans le palais élevé sur le promontoire de Morlanne qu’il fait rédiger et marque de son seing son testament.

## Union et descendance
Il épouse avant 1008 Urraque de Castille(† 1041), fille du comte Sanche Ier de Castille, belle-sœur du roi Sanche III de Navarre, et en a deux filles :
- Garcie († 1020), épouse vers 1018 du comte Bérenger-Raimond Ier de Barcelone ;
- Alausie († 1031), épouse d'Audouin II Taillefer, comte d'Angoulême.

Les filles étant mortes sans postérité avant leur père, le duché de Gascogne revient à Eudes de Poitiers, neveu de Sanche Guilaume.